# Simfonia núm. 1 (Arnold)
La Simfonia núm. 1, op. 22, és una simfonia escrita per Malcolm Arnold el 1949. Arnold va dirigir la primera actuació al Festival de Música de Cheltenham el 1951, amb The Hallé Orchestra. Una partitura en miniatura es va publicar el 1952.
L'obra consta de tres moviments⁣:
- I. Allegro (en re menor)
- II. Andantino (en do major)
- III. Vivace con fuoco

Segons la partitura, la simfonia va ser completada el febrer de 1949. En alguns moments recorda la Cinquena Simfonia de Xostakóvitx, escrita dotze anys abans, que Arnold coneixia, admirava i fins i tot havia tocat com a primer trompetista a l'Orquestra Filharmònica de Londres.

## Enregistraments comercials
- 1980: Malcolm Arnold i la Bournemouth Symphony Orchestra a EMI Classics HMV ASD 3823 (LP) (última reedició a EMI 382 1462)
- 1995: Richard Hickox i la London Symphony Orchestra a Chandos Records CHAN 9335
- 1996: Vernon Handley i la Royal Philharmonic Orchestra a Conifer 75605-51257-2 (republicat a Decca 4765337)
- 1996: Andrew Penny i la RTÉ National Symphony Orchestra a Naxos Records 8.553406 (gravat del 10 a l'11 d'abril de 1995, en presència del compositor)